# Vixnivka (Crimea)
|  | Per a altres significats, vegeu «Vixniovka». |

Vixnivka (en (ucraïnès): Вишнівка) és un poble de la República Autònoma de Crimea a Ucraïna, que el 2014 tenia 995 habitants. Pertany al districte rural de Krasnoperekopsk. Fins al 1948 la vila es deia Tarkhan.